# Polypedilum chiriguano
Polypedilum chiriguano är en tvåvingeart som beskrevs av Bidawid 1996. Polypedilum chiriguano ingår i släktet Polypedilum och familjen fjädermyggor. Inga underarter finns listade i Catalogue of Life.